# Jan Smuts
Jan Christiaan Smuts, född 24 maj 1870 på farmen Bovenplaats nära Malmesbury i Kapkolonin, död 11 september 1950 i Dornkloof nära Pretoria, Transvaalprovinsen, var en sydafrikansk general och politiker som var premiärminister 1919–1924 samt 1939–1948.

## Uppväxt
Jan Smuts föräldrar var respekterade, förmögna boerfarmare vars släkt hade ägnat sig åt jordbruk i Malmesburyområdet sedan 1786. Familjen var väldigt traditionell och prioriterade god utbildning åt den äldste sonen, Jans storebror Michiel. Jan själv fick arbeta på gården och fick samtidigt ytterst grundläggande undervisning i hemmet. På gården lärde han känna de färgade arbetarna och även om social jämlikhet var frånvarande var inte rassegregationen lika rigid i Kapkolonin som i andra ställen i Sydafrika under 1800-talets andra hälft. Trots familjens traditionella livssyn och etniska bakgrund som boer var de inte lika antibrittiska som invånarna i de självständiga boerrepublikerna i norr, vilket också kom att påverka honom.
När brodern dog i tyfoidfeber år 1882 skickades Jan att ta hans plats på det lilla internatet i Riebeek West för att studera till predikant i Nederländska reformerta kyrkan. År 1886 antogs han till Victoria College i Stellenbosch, ett av de finaste lärosätena i Kapkolonin på den tiden. Efter examen 1891 fick han stipendium för att studera juridik på universitetet i Cambridge och familjen fick sälja sin boskap för att bekosta resan till Storbritannien. Trots att han lyckades väl med studierna valde han 1895 att återvända hem.

## Arbete i Kapkolonin
Väl tillbaka i Sydafrika fortsatte han på sin juridiska bana innan han gick med i det boervänliga partiet Afrikaner Bond samma år, 1895. Genom partiets ledare kom han i kontakt med den brittiske gruvmagnaten Cecil Rhodes och blev dennes juridiske rådgivare. Detta förargade den boernationalistiska pressen men Jan Smuts satte sin tillit till britten Rhodes och behöll sin syn på vänskap mellan britter och boer. Kring årsskiftet 1885-96 sponsrade Rhodes emellertid den så kallade Jamesonräden, ett militärt och polisiärt intrång av brittiska styrkor i den boerstyrda Transvaalrepubliken. Detta upprörde Smuts som valde att lämna Rhodes gruvföretag De Beers och så småningom flytta till Pretoria där han uttryckte sitt stöd för den starkt antibrittiske presidenten Paul Kruger. Smuts gick nu från att vara vän med brittiska imperialister till att försvara de mest brittiskfientliga element i södra Afrika. Han utsågs av Kruger till republikens statsåklagare.

## Boerkriget
1899 hölls diplomatiska samtal i Oranjefristatens huvudstad Bloemfontein i syfte att dämpa fientligheterna mellan Transvaalrepubliken och den brittiska Kapkolonin. Kapkolonins guvernör Alfred Milner ställde så hårda krav att förhandlingarna bröt samman och andra boerkriget blev ett faktum. Till att börja med sysslade Jan Smuts med propaganda, logistik och kommunikation med generalerna i fält men snart deltog han i en grupp kommandosoldater under general de la Rey som terroriserade brittiska styrkor i västra Transvaal. År 1902 ledde han återigen boernas delegationer i förhandlingar med Alfred Milner, denna gång om kapitulation till britterna och inkorporerandet av Transvaalrepubliken och Oranjefristaten, därefter Transvaalkolonin och Oranjekolonin, i Brittiska imperiet.

## Politisk karriär
De besegrade och förödmjukade boerna förlorade sitt inflytande i de gamla republikerna, där lord Milner etablerade en ny brittisk styrande elit. År 1905 gick Jan Smuts med Het Volk, ett afrikandiskt parti från Transvaal lett av Louis Botha. Milner ersattes snart av den mindre auktoritäre earlen av Selborne som Kapkolonins guvernör samma år och Jan Smuts såg sin chans. Han sökte de sydafrikanska liberalernas stöd och väntade till Arthur Balfours regering i London kollapsade. Då for han dit och krävde självstyre för de forna boerrepublikerna vilket också gavs. 1906 hjälpte han till att skriva Transvaalkolonins författning och samma år vann Het Volk överlägset valet till kolonins lagstiftande församling. Jan Smuts fick två ministerportföljer. Han hamnade i konflikt med Nederländska reformerta kyrkan om kalvinistisk lära som obligatorisk i skolundervisningen och med kolonins indiska befolkning om lika medborgerliga rättigheter.

### Ett enat Sydafrika

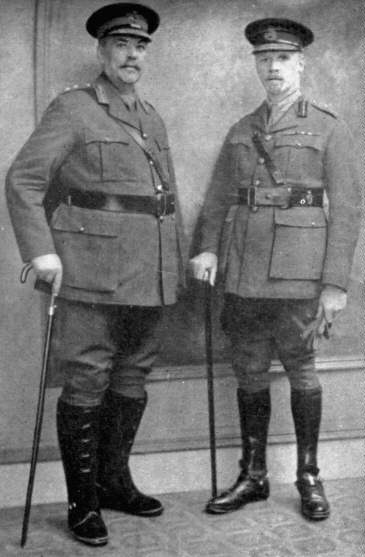
Jan Smuts (höger) och Louis Botha under första världskriget

När frågan om Sydafrikas enande kom upp på dagordningen förordade Jan Smuts en enhetsstat med engelska som enda officiellt språk och en mer inklusiv väljarkår. Han skrev ett förslag till författning vilken drevs igenom och 1910 bildades Sydafrikanska unionen. Afrikanderna utgjorde nu den största befolkningsgruppen med rösträtt i landet och Louis Botha blev Sydafrikas premiärminister. Smuts belönades dock och blev inrikes-, gruv- och försvarsminister samtidigt. Fyra boervänliga partier, bl.a. Het Volk och Afrikaner Bond, enades och bildade Sydafrikanska partiet för att effektivare företräda folkgruppens intressen. Smuts makt gav dock upphov till kritik inom partiet och förtroendet för honom och Botha dalade. När en järnvägsstrejk så år 1914 förvandlades till generalstrejk trodde många att revolution skulle ske. Jan Smuts förklarade då undantagstillstånd i landet och krossade strejken. De "gamla boerna", kritiska till Smuts och Bothas brittiskvänliga och allt mer auktoritära regering, bildade året därpå Nationalistpartiet för att stärka oppositionen. Ett försök till uppror bland Sydafrikas boerbefolkning, Maritzupproret 1914, krossades skoningslöst på order av Smuts och Botha. De nationalistiska boerna var mycket tysksinnade under första världskriget och Bothas regering sågs allt mer som ett brittiskt verktyg.

### Första världskriget
Både Smuts och Botha ledde aktivt den brittiska invasionen av Tyska Sydvästafrika år 1914. 1916 beordrades Smuts att delta i kampanjen i Tyska Östafrika där man dock aldrig lyckades fullständigt besegra de tyska styrkorna. Han blev dock besviken när inte Sydafrika formellt fick införliva Sydvästafrika utan istället administrera territoriet som ett NF-mandat.

### Mellankrigstiden
När Louis Botha dog år 1919 blev Jan Smuts premiärminister fram till valnederlaget 1924 mot Nationalistpartiets James Hertzog. 1933–1939 satt dock Smuts som justitieminister i Hertzogs regering då Nationalistpartiet och Sydafrikanska partiet gått samman och bildat United Party för att nå större folkligt stöd under stora depressionen.
Smuts stödde under flera år den brittiska eftergiftspolitiken med Nazityskland, men uttryckte 1934 viss tvivel kring dess resultat. Han stödde också formaliseringen av rassegregation i Sydafrika vilken accelererade under Hertzogs regeringsperiod.

### Andra världskriget

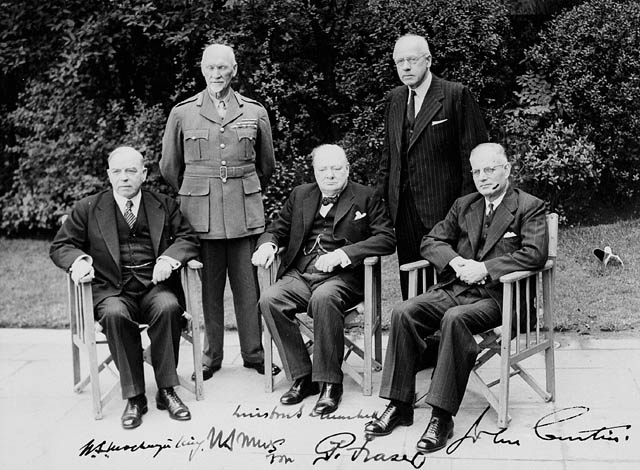
Smuts (stående t.v.) i sällskap med övriga regeringschefer från Samväldet 1944.

Vid andra världskrigets utbrott avsattes Hertzog och Smuts valdes åter till premiärminister, samt försvarsminister och utrikesminister, sedan Hertzog förklarat sig ovillig att gå i krig med Tyskland. Smuts utnämndes till brittisk fältmarskalk 1941 och var mycket omtyckt av många i det brittiska krigskabinettet. Det föreslogs till och med att i händelse av Winston Churchills död så skulle Jan Smuts bli ny brittisk premiärminister, en idé som både drottning Mary och Georg VI var positiva till.

### Efter kriget
Som premiärminister gick han emot flertalet av afrikanderna som önskade att snabba på och utöka den rassegregering som pågått sedan mellankrigstiden. Efter andra världskriget etablerade Smuts år 1947 Fagankommissionen som förespråkade små reformer av rassegregationen i landet, inklusive lättade reserestriktioner för icke-vita. Förlusten i parlamentsvalet 1948 till Återförenade Nationalistpartiet under D F Malan banade istället väg för Sauerkommissionen som förespråkade total rassegregation på alla områden. Jan Smuts hoppades på nationalistregeringens kollaps men hann aldrig uppleva det; han dog av tromboembolism i kranskärlen år 1950.

## Utmärkelser
Asteroiden 1731 Smuts är uppkallad efter honom.